# Базилианский орден
Базилиа́не (василиа́не, официально Орден святого Василия Великого, лат. OSBM, Ordo Sancti Basilii Magni) — общее название нескольких католических монашеских орденов византийского обряда, следующих общежительному уставу, который приписывается св. Василию Великому.
К василианам относятся:
- Орден итальянских василиан монастыря Гроттаферрата, Итало-албанская католическая церковь (лат. Ordo Basilianus Italiae, seu Cryptoferratensis);
- Мелькитские ордена Св. Спасителя, Св. Иоанна Крестителя и орден алеппинцев, Мелькитская католическая церковь.
- Орден василиан святого Иосафата, Украинская грекокатолическая церковь (лат. Ordo Basilianus Sancti Josaphat, укр. ЧСВВ, Чин Святого Василія Великого, также укр. Василіянський Чин святого Йосафата);

Все базилианские ордена имеют также женские ветви.

## Монастырь Гроттаферрата
Первые монастыри византийского обряда появились в Южной Италии в VIII—IX веках. Они были основаны греками, бежавшими из Византии в период иконоборчества. В 1004 году монах Нил Россанский основал монастырь Гроттаферрата в 18 километрах от Рима. После Великого раскола этот и ряд других монастырей Южной Италии продолжал практиковать византийскую литургию и жить по уставу св. Василия Великого, находясь в общении со Святым Престолом в составе итало-греческой (позднее итало-албанской восточнокатолической церкви). Практика использования устава Василия Великого в католической церкви окончательно была узаконена в 1561 году папой Пием IV. В 1579 году на основе греческих монастырей в Центральной и Южной Италии папа Григорий XIII основал единый орден итальянских базилиан с центром в Гроттаферрате.
Орден был почти уничтожен в конце XVIII—XIX веках в результате политики секуляризации, проводившейся в Неаполитанском королевстве, все монастыри базилиан, кроме Гроттаферраты были закрыты. В 1937 году папа Пий XII возвёл аббатство Гроттаферрата в статус территориального аббатства с прямым подчинением Ватикану, аббатство в настоящее время представляет собой самостоятельную единицу в составе итало-албанской католической церкви. Монастырь насчитывает 12 монахов, из которых 9 — священники.

## Базилиане-мелькиты
Существуют три ордена базилиан-мелькитов, для которых в 1934 году была создана единая монашеская Конституция.
- Орден базилиан-мелькитов Святого Спасителя (лат. Ordo Basilianus Sanctissimi Salvatoris Melkitarum) основан в 1684 году в Ливане, утверждён Святым Престолом в 1717 году. Резиденция ордена расположена в городе Сайда (Ливан). 18 монашеских обителей находятся в Ливане, Египте, Сирии и Палестинской автономии. В 2014 году в ордене состояло 95 монахов, из которых 87 священников[2].
- Орден базилиан-мелькитов Святого Иоанна Крестителя (лат. Ordo Basilianus Sancti Johannis Baptistae Melkitarum), также называемый Орден шувайритов, основан в 1712 году в Ливане, в посёлке Шувайр. Утверждён Святым Престолом в 1757 году. Резиденция ордена расположена в городе Хончара (Ливан). Все 6 монашеских обителей находятся в Ливане. В 2014 году в ордене состояло 44 монаха, из которых 35 священников[3].
- Орден базилиан-мелькитов алеппинцев (лат. Ordo Basilianus Aleppensis Melkitarum) основан в 1829 году в Ливане, ответвился от шувайритов. Утверждён Святым Престолом в 1832 году. 13 монашеских обителей находятся в Египте и Судане. В 2014 году в ордене состояло 30 монахов, из них 22 священника[4].